# Bertrand Russell
Bertrand Arthur William Russell, tretji grof Russell [rʌsəl], valižanski matematik, logik, filozof, logični pozitivist, matematik, agnostik, zgodovinar, mirovnik, socialni kritik, politični aktivist, nobelovec, * 18. maj 1872, Ravenscroft (sedaj Cleddon Hall, Wales), † 2. februar 1970, Penrhyndeudraeth, Wales.
V filozofiji je vodil ti. »upor proti idealizmu«, ki ga je predstavljala tradicija britanskega hegelijanstva. Skupaj z Whiteheadom, Fregejem in Moorom velja za ustanovitelja analitične filozofije. Svoja najpomembnejša filozofska dela je objavljal med letoma 1900 in 1913.

## Otroštvo in mladost
Rodil se je v Ravenscroftu, podeželskem domu svojih staršev gospoda in gospe Amberley. Njegovo življenje so že v zgodnjem otroštvu zaznamovale boleče izgube in tragedije. Pri šestih letih sta z bratom Frankom ostala kot siroti v oskrbi babice, izgubila sta tako starše kot sestro in dedka. Bertrand je bil deležen domačega izobraževanja s strani številnih učiteljev in se je že pri zelo zgodnjih letih začel zanimati za matematiko. Zaradi osamljenosti je velikokrat razmišljal o samomoru, a ga je od tega odvračala matematika, do katere je gojil prav posebno ljubezen. Njegovo življenje se je za vedno spremenilo, ko ga je brat Frank pri enajstih letih seznanil z delom grškega matematika in tako imenovanega »očeta geometrije« Evklida. Pri petnajstih letih se je stalno ukvarjal z vprašanjem veljavnosti krščanske vere, katera se mu je zdela precej neprepričljiva. Pri teh letih je prišel tudi do zaključka, da svobodne volje ni in dve leti pozneje, da ni življenja po smrti. Pri osemnajstih letih po prebrani avtobiografiji J. S. Milla, odvrgel Aristotelovo "Prvo filozofijo" in opustil krščansko vero, v duhu katere ga je vzgojila babica.

## Univerza in prva zakonska zveza
Leta 1890 je Russellova izločenost končno ugledala konec, s tem ko se je vpisal na Univerzo v Cambridgeu, kjer je študiral matematiko. Tam si je kot inštruktorja izbral Roberta Rumseya Webba, seznanil se je z mlajšim Georgom Edwardom Moorom, nanj pa je precej vplival tudi Alfred North Whitehead, ki ga je vključil v študentski klub Cambriških apostolov. Čisto navdušen nad razpravo s preostalimi člani tega kluba, se je poleg matematike začel zanimati tudi za filozofijo. Na univerzi je leta 1893 maturiral z odliko.
Leta 1894 se je kljub nasprotovanju babice poročil z Alys Pearsall Smith, a njun zakon je po sedmih letih začel razpadati. Ko je Russell prišel do odločitve za razvezo je pravzaprav kolesaril in potopljen v razmišljanje, je prišel do zaključka, da žene ne ljubi več. Leta 1921 sta se po dolgem ločenem življenju, dokončno razšla tudi na papirju. Med tem obdobjem se je Russell zapletal z več ženskami, med drugim tudi z vplivnima damama Ottolino Morrell in igralko Constanco Malleson. Pozneje se je še trikrat poročil.

## Delo

### Analitična filozofija
Skupaj z učiteljem Whiteheadom, prijateljem Moorom in dopisovalcem, namškim matematikom Gottlobom Fregejem velja za ustanovitelja analitične filozofije, ki je z univerzitetnih kateder za filozofijo sčasoma izrinila novoheglijanski britanski idealizem.
Russell je bil izredno navdušen nad moderno logiko in je trdil, da se dajo vsi problemi filozofije rešiti po enostavnih komponentah, četudi je problem še tako težak. Pomemben pogled britanskega idealizma je bil holizem - mnenje da vsi aspekti sveta ne morejo biti popolni, brez popolnega poznavanja sveta. Russell je skupaj s prijateljem Whiteheadom na to odgovoril z ustvaritvijo in širitvijo ideje logičnega atomizma, verovanja da je svet sestavljen iz posameznih komponent.

### Matematična logika
Leta 1900 se je med obiskom Matematičnega kongresa v Parizu navdušil nad delom italijanskega matematika Giuseppeja Peana, katerega dela je takoj preučil. Tako je leta 1903 skupaj z učiteljem in po novem sodelavcem A. N. Whiteheadom napisal svojo prvo pomembno knjigo Principia Mathematica (Načela matematike), ki je izšla v obširni izdaji in s katerim sta razširila matematično logiko Peana in Fregeja. V filozofiji matematike njuno delo zagovarja načela logičnega pozitivizma, ki poskuša z razširitvijo logike na matematiko utemeljiti temeljne in neprotislovne aksiome. Ravno v tej knjigi lahko najdemo tudi slovito Russellovo antinomijo, ki je v poenostavljeni obliki predstavljena kot paradoks brivca. Pri tej antinomiji Russell ne prekrši nobenega logičnega zakona, a vendar je zaradi simboliziranega sklepanja na koncu voden v protislovje. Poleg logičnega pozitivizma sta bili v iskanju temeljev sodobne matematike takrat prevladujoča še L. E. J. Brouwerjev intuicionizem in Hilbertov formalizem. Vse tri matematične meta-teorije pa so vzbudile zanimanje prej pri filozofih in logikih kot pa pri matematikih. 
Razvoj Russellovega logičnega pozitivizma se po sodelovanju z Whiteheadom ustavi in izčrpa, prav tako pa Russell zapade v eno svojih največjih filozofsko ustvarjalnih kriz, v katerem se usmeri v sodelovanje s svojimi učenci. Russellove ideje sta razširila predvsem njegova učenca Ludwig Wittgenstein in Frank Pulpton Ramsey. Kmalu je filozofijo za nekaj časa zamenjal s politiko in po izbruhu prve svetovne vojne, pisarno za jetniško celico. Njegovo delo Navodila do matematične filozofij je bilo napisano leta 1919, ko je bil za šest mesecev obsojen na ječo. Njegova najpomembnejša filozofska dela pa so bila objavljena v letih 1900−1913.

### Filozofija jezika
Velik napredek za filozofijo jezika je Russell dosegel s teorijo opisa, ki jo je izrazil v delu O denotaciji (On Denoting). Ramsey je ta kos papirja naslovil z "modelom filozofije". Teorija vsebuje izjavo, ki se glasi "Sedanji kralj Francije je plešast.", vprašanje pa je ali je izjava napačna ali brez pomena. Frege se je jezil in pravil, da je tak stavek brez pomena in niti ne pravilen, niti ne napačen. Na drugi strani pa imamo Russella, ki se jezi zaradi slovničnih napak, ki izpodrivajo logičnost stavka. Russellova teorija omogoča stavku, da je sprejet kot stavek s pomenom, čeprav je ta napačen.

### Beacon Hill School in pozna leta
Konec dvajsetih in v tridesetih letih se je posvetil pedagogiki. Skupaj z novo ženo Doro Black sta v Angliji ustanovila Beacon Hill School, kjer so poučevali po sodobni izkušenjski pedagogiki. Bertrand je šolo zapustil že leta 1931, saj mu ni predstavljala posebnega izziva, njegova žena pa jo je obdržala vse do leta 1943.
Še pred koncem druge svetovne vojne se je odpravil na gostiteljska predavanja po ZDA in se po izbruhu vojne ni vrnil nazaj v Evropo. Svoja pacifistična prepričanja, ki jih je vneto branil med prvo svetovno vojno, je omilil pred grožnjo nacizma.
Njegovo poučevanje na Univerzi v New Yorku se je znašlo pod vprašajem, predvsem zaradi ateističnih načel. Kot persona non grata (nezaželena oseba) se je zaradi zagovarjanja ateizma bil prisiljen vrniti iz ZDA v Združeno kraljestvo, kjer je leta 1946 izdal epohalno delo Zgodovina zahodne filozofije, ki velja še danes za enega najboljših poljudnih uvodov v filozofijo.
Leta 1950 je prejel Nobelovo nagrado za književnost. Do smrti je ostal zaprisežen borec proti jedrskemu oboroževanju, vojnam in proti politični manipulaciji z življenji ljudi.

## Smrt
Umrl je 2. februarja leta 1970 v Walesu. V zgodovini je bolj zapisan kot protivojni zagovornik, kot filozof ali matematik.

## Dela v angleščini
- Nemška socialna demokracija, (German Social Democracy, 1896)
- Temelji geometrije, (Foundations of Geometry, 1897);
- Kritična razprava o filozofiji Leibniza, (A Critical Exposition of the Phisolophy of Leibniz, 1900);
- Načela matematike, prvi del, (Principles of Mathematics, vol. 1, 1903);
- Filozofski eseji, (Philosophical Essays, 1910);
- Načela matematike, tretji del, (Principia mathematica, vol. 3 , 1910-1913, soavtorstvo z Whiteheadom);
- Filozofski problemi, (The Problems of Philosophy, 1912);
- Naše znanje o zunanjem svetu, (Our Knowledge of the External World as a Field for Scientific Method in Philosophy, 1944);
- Načela socialne obnove, (Principles of Social Reconstruction, 1916);
- Misticizem in logika ter ostali eseji, (Mysticism and Logic and Other Essays, 1918);
- Pot v svobodo: socializem, anarhizem in sindikalizem, (Roads to Freedom: Socialism, Anarchism and Syndicalism, 1918);
- Uvod v filozofijo matematike, (Introduction to Mathematical Philosophy, 1919);
- Teorija in praksa boljševizma, (The Practice and Theory of Bolshevism, 1920);
- Analiza uma, (The Analysis of Mind, 1921);
- Problemi Kitajske, (The Problem of China, 1922);
- ABC o atomih, (The ABC of Atoms, 1923);
- Perspektive industrijske civilizacije, (The Prospects of Industrial Civilisation, 1923, soavtorstvo z Doro Black);
- Logični atomizem, (Logical Atomism, 1924);
- ABC o realitvnosti, (The ABC of Relativity, 1925);
- O izobraževanju, (On Education, 1926);
- Oris filozofije, (An Outline of Philosophy, 1927);
- Skeptični eseji, (Sceptical Essays, 1928);
- Zakonska zveza in morala, (Marriage and Morals, 1929);
- Na lovu za srečo, (The Conquest of Happiness, 1930);
- Svoboda in organiziranje, (The Freedom and Organisation 1814-1914, 1934);
- Hvalnica brezdelju, (In Praise of Idleness, 1935);
- Kako do miru, (Which Way to Peace, 1936);
- The Amberley Papers, vol. 2, 1937, soavtrostvo s Patricia Russell);
- Oblast: uvod v socialno študijo, (Power: a new Social Introduction to its Study, 1938);
- Raziskava o pomenu in resnici, (An Inquiry into Meaning and Truth, 1941);
- Zgodovina zahodne filozofije, (History of Western Philosophy, 1946);
- Človeško znanje: domet in meje, (Human Knowledge, its Scope and Limits, 1948);
- Avtoriteta in posameznik, (Authority and the Individual, 1949);
- Nezaželeni eseji, (Unpopular Essays, 1950);

## Dela prevedena v slovenščino

### Monografije
- Pamet in atomska vojna, Cankarjeva založba, Ljubljana, 1961 ;
- Modrost zahoda:zgodovinski pregled zahodne filozofije v njenem družbenem in političnem okviru, Mladinska knjiga, Ljubljana, 1977 ;
- Filozofija logičnega atomizma, Cankarjeva založba, Ljubljana 1979

### Članki
- Vrednost filozofije, Filozofija na maturi, Letn. 2, št. 2/3 (1995), str. 9-12 ;
- O naravi resnice in neresnice, Analiza : časopis za kritično misel, Letn. 8, št. 4 (2004), str. 61-69